# Alticornis bidens
Alticornis bidens är en stekelart som beskrevs av Boucek 1993. Alticornis bidens ingår i släktet Alticornis och familjen puppglanssteklar. Inga underarter finns listade i Catalogue of Life.